# Бренер, Ширли
Ширли Бренер (англ. Shirly Brener; 24 сентября 1978, Хайфа Израиль) — израильско-американская актриса, кинопродюсер, телеведущая, знаток искусства и писательница.

## Биография
Ширли Бренер родилась 24 сентября 1978 года в Хайфе (Израиль) в семье спортсмена Дэнни Бренера и актрисы Смадар Бренер.
Ширли росла в Лос-Анджелесе (штат Калифорния, США) и Лондоне (Англия, Великобритания).

## Карьера
Ширли дебютировала в кино в 1994 году, сыграв роль королевы красоты в фильме «Вооружённая и невинная». В 2009 году Бренер сыграла роль Бриттни в фильме «Временно беременна». В 2011 году она стала лауреатом Beverly Hills Film Festival. Всего сыграла в 59-ти фильмах и телесериалах.
С 2006 года Ширли является продюсером и в настоящее время она спродюсировала 7 фильмов.
Также Ширли является телеведущей, знатоком искусства и писательницей.

## Личная жизнь
С 2004 года Ширли замужем за сценаристом Брюсом Рубенштейном. У супругов есть двое дочерей — Мила Бренер Рубенштейн (род. в феврале 2005) и Джурни Эль Рубенштейн (род.04.02.2012).